# Agustín Ladstatter
Agustín Ladstatter (Chimbas, San Juan, Argentina, 5 de junio de 2005) es un futbolista argentino que juega como delantero en el San Lorenzo de Almagro, de la Primera División de Argentina.

## Trayectoria

### San Lorenzo
En 2020 tras una breve experiencia en River, llegó a San Lorenzo para seguir desarrollándose en sus divisiones inferiores.
En octubre de 2024, firmó su primer contrato profesional con el club.
El 29 de enero de 2025 debutó en la Primera de San Lorenzo en el triunfo 2 a 0 frente a Gimnasia por el campeonato de Primera División.

## Estadísticas

### Clubes
Actualizado al último partido disputado el 29 de julio de 2025.
| Club                  | Div.                | Temporada           | Liga | Liga | Copa Nacional | Copa Nacional | Copa Internacional | Copa Internacional | Total | Total |
| Club                  | Div.                | Temporada           | PJ   | G    | PJ            | G             | PJ                 | G                  | PJ    | G     |
| --------------------- | ------------------- | ------------------- | ---- | ---- | ------------- | ------------- | ------------------ | ------------------ | ----- | ----- |
| San Lorenzo Argentina |                     |                     |      |      |               |               |                    |                    |       |       |
| 1.ª                   | 2025                | 5                   | 0    | 0    | 0             | 0             | 0                  | 2                  | 0     |       |
| Total                 | Total               | 5                   | 0    | 0    | 0             | 0             | 0                  | 2                  | 0     |       |
| Total en su carrera   | Total en su carrera | Total en su carrera | 5    | 0    | 0             | 0             | 0                  | 0                  | 2     | 0     |